# Göltzschtals voetbalkampioenschap 1925/26
In 1925/26 werd het vijfde Göltzschtals voetbalkampioenschap gespeeld, dat georganiseerd werd door de Midden-Duitse voetbalbond. 
1. FC 07 Reichenbach werd kampioen en plaatste zich voor de Midden-Duitse eindronde. De club verloor van Konkordia Plauen. 
SpVgg Falkenstein mocht naar een aparte eindronde voor vicekampioen, waarvan de winnaar nog kans maakte op de nationale eindronde. De club versloeg 1.FC Vogtländiscer FC 1903 Plauen en VfB Glauchau 1907 en verloor dan van FC Preußen Chemnitz. 

## Gauliga
| Plaats | Club                        | Wed. | W | G | V | Saldo | Ptn.  |
| ------ | --------------------------- | ---- | - | - | - | ----- | ----- |
| 1.     | 1. FC 07 Reichenbach        | 10   | 7 | 2 | 1 | 41:15 | 16:4  |
| 2.     | SpVgg 06 Falkenstein        | 10   | 7 | 0 | 3 | 51:14 | 14:6  |
| 3.     | VfB 1906 Auerbach           | 10   | 5 | 3 | 2 | 30:27 | 13:7  |
| 4.     | SC Teutonia 1911 Netzschkau | 10   | 3 | 4 | 3 | 30:26 | 10:10 |
| 5.     | SV Sportlust Mylau          | 10   | 1 | 2 | 7 | 26:47 | 4:16  |
| 6.     | SV 1911 Treuen              | 10   | 1 | 1 | 8 | 7:56  | 3:17  |

|  | Kampioen, geplaatst voor Midden-Duitse eindronde           |
|  | Geplaatst voor Midden-Duitse eindronde voor vicekampioenen |
|  | Degradatie                                                 |